# Scutiger bhutanensis
Scutiger bhutanensis es una especie de anfibios de la familia Megophryidae.

## Distribución geográfica
Es endémica de Bután.